# Melissa (album Mercyful Fatea)
Melissa je debitantski studijski album danskog heavy metal sastava Mercyful Fate. Diskografska kuća Roadrunner Records objavila ga je 30. listopada 1983. Bio je prvo izdanje Mercyful Fatea službeno izdano u SAD-u preko Megaforce Recordsa, budući da je istoimeni EP bio vrlo tražen uvoz, a BBC-jeve sesije bile su dostupne samo na krijumčarenim vrpcama. Melissa je identificirana kao jedan od najranijih primjera ekstremnog metala i često se smatra da ima veliki utjecaj na žanrove thrash metala, black metala i death metala koji su se tada razvijali.
Godine 2005. diskografska kuća Roadrunner Records ponovo je objavila ovaj album s nekoliko dodatnih pjesama i bonus DVD-om. Za glazbu je zaslužan gitarist Hank Shermann, a za tekstove pjevač King Diamond.

## Sadržaj i glazba
Dio materijala na albumu ima svoje korijene u demoalbuma snimljenim dok su glazbenici bili članovi podzemnog sastava Black Rose i Brats: "Curse of the Pharaohs", koja je izvorno nazvana "Night Riders" na starom demoalbumu Bratsa, preimenovana je nakon što je King Diamond promijenio tekst koji je izvorno napisao basist Bratsa; "Love Criminals", zapravo prva pjesma koju je Mercyful Fate ikada napisao, preimenovana je u "Into the Coven", što je izvorno trebao biti i naslov albuma. Album također sadrži "Satan's Fall" za koju je, kako se prisjeća Michael Denner, trebalo puno godina da je nauči i izazvala je osjećaj jeze nekoliko puta kada ju je čuo. Hank Shermann napisao je glazbu za ovu pjesmu, koja je nastala tijekom mnogih besanih noći na njegovoj isključenoj gitari u njegovoj dnevnoj sobi. Sastav je dugo uvježbavao pjesmu u njenom nedovršenom obliku, jer je Shermann neprestano dodavao nove dijelove. Prema Denneru, postoji oko šesnaest različitih rifova u "Satan's Fall", koja je bila najduža pjesma sastava s trajanjem od preko 11 minuta, sve dok sastav nije izdao Dead Again , na kojem naslovna pjesma traje 13 minuta.

## Snimanje
Dana 18. srpnja 1983. Mercyful Fate je započeo snimanje u studiju Easy Sounds u Kopenhagenu s producentom Henrikom Lundom, koji je bio suvlasnik studija zajedno sa svojim bratom. Sastav je proveo 12 dana u studiju kako bi snimio i miksao album. Pjesme su bile temeljito dogovorene i uvježbane unaprijed kako bi se maksimalno iskoristilo ograničeno vrijeme. Lund, koji nikad prije nije producirao metal sastav, sam je miksao album, ali je prihvatio komentare glazbenika o svojim različitim obradama. Sastav je smatrao da je ovaj postupak vrlo iritantan, ali, retrospektivno, Diamond razumije "da nije želio hrpu amatera da mu visi preko ramena. U to je vrijeme izdavačka kuća tražila od sastava da obrada pjesme, pa je sastav snimio Led Zeppelin "Immigrant Song". Bend ju je preskočio jer je smatrao da ne pristaje dobro uz tekst i dojam ostatka albuma. Prema Shermannu, Diamondova izvedba bila je vrlo iznenađujuća, jer je zvučao vrlo blizu originalnog vokala Roberta Planta.

## Izdanje
U prosincu 1983. objavljen je singl "Black Funeral". Na strani B sadržavo je pjesme "Black Masses" koja je snimljen tijekom snimanja albuma Melissa, ali je izbačen iz albuma. Ovo je prva pjesma snimljena u početnoj sesiji i zvuk nije bio u potpunosti zadovoljavajući, pa je pjesma smanjena samo na B stranu.

## Turneje
Dana 3. prosinca 1983., Mercyful Fate su rezervirani kao podrška Ozzyju Osbourneu u Kopenhagenu, ali je, zbog Osbourneove bolesti, nastup otkazan. Kasnije istog mjeseca, sastav je izveo glavni nastup u Kopenhagenu kao pripremu za njihovu nadolazeću europsku turneju.
Europska turneja započela je u Nizozemskoj 19. siječnja 1984. na festivalu The Dynamo u Eindhovenu. Sljedećeg su dana nastupili u The Countdown Cafeu u Hilversumu, koji je uživo prenosio u nizozemski nacionalni radio. Dana 21. siječnja nastupili su u Amsterdamu, u The Paradiso Theatreu, gdje je Melisse lubanju s oltara na pozornici ukrao obožavatelj zbog vrlo nekompetentnog lokalnog osiguranja. Zatim je sastav krenuo na turneju po Italiji u veljači, gdje su izveli 6 koncerata, a 3. ožujka započeli su turneju po Velikoj Britaniji podržavajući Manowar. Prvotno je bilo rezervirano 11 nastupa, ali ispostavilo se da će Mercyful Fate odsvirati samo jedan. Prvi i jedini nastup održan je u Gradskoj vijećnici St. Albansa u Hertfordshireu, gdje glavna glumačka ekipa nije ostavila vremena Mercyful Fateu za tonsku probu i pravilno postavljanje opreme. Inženjer zvuka Manowara čak je petljao po zvučnoj ploči Mercyful Fatea tijekom njihov nastupa, koji je s 45 minuta smanjen na 25. Manowar je odbio udovoljiti zahtjevu Mercyful Fatea i Roadrunnera za boljim tretmanom, zbog čega je sastav morao napustiti turneju s velikim financijskim gubitkom, a da ne spominjemo razočaranje svojih britanskih obožavatelja.
Dana 5. travnja sastav je odsvirao rasprodani glavni koncert u Saltlageretu u Kopenhagenu. Tamo su po prvi put mogli predstaviti svoju novu kapelačku scenografiju. Zatim su 30. travnja počeli raditi na sljedećem izdanju sljedećih 19 dana, ponovo u studiju Easy Sounds. Dana 10. lipnja sastav je nastupio na prestižnom Heavy Sounds Festivalu u Poperingeu u Belgiji. Osim Mercyful Fatea, na apelu su se našli i Motörhead, Twisted Sister, Metallica, Barón Rojo, Lita Ford, H-Bomb i Faithful Breath.

## Popis pjesama
Tekstovi: King Diamond, glazba: Hank Shermann.
| 1. | »Evil«                           | 4:45 |
| 2. | »Curse of the Pharaohs«          | 3:57 |
| 3. | »Into the Coven«                 | 5:10 |
| 4. | »At the Sound of the Demon Bell« | 5:23 |

| Strana B | Strana B        | Strana B | Strana B | Strana B | Strana B | Strana B | Strana B | Strana B | Strana B |
| Br.      | Skladba         | Trajanje |          |          |          |          |          |          |          |
| -------- | --------------- | -------- | -------- | -------- | -------- | -------- | -------- | -------- | -------- |
| 5.       | »Black Funeral« | 2:50     |          |          |          |          |          |          |          |
| 6.       | »Satan's Fall«  | 11:23    |          |          |          |          |          |          |          |
| 7.       | »Melissa«       | 6:42     |          |          |          |          |          |          |          |
| 40:10    |                 |          |          |          |          |          |          |          |          |

| Bonus pjesme | Bonus pjesme                                 | Bonus pjesme | Bonus pjesme | Bonus pjesme | Bonus pjesme | Bonus pjesme | Bonus pjesme | Bonus pjesme | Bonus pjesme |
| Br.          | Skladba                                      | Trajanje     |              |              |              |              |              |              |              |
| ------------ | -------------------------------------------- | ------------ | ------------ | ------------ | ------------ | ------------ | ------------ | ------------ | ------------ |
| 8.           | »Black Masses« (sesija BBC 1 Radia)          | 4:31         |              |              |              |              |              |              |              |
| 9.           | »Curse of the Pharaohs« (sesija BBC 1 radia) | 3:51         |              |              |              |              |              |              |              |
| 10.          | »Evil« (sesija BBC 1 Radia)                  | 4:02         |              |              |              |              |              |              |              |
| 11.          | »Satan's Fall« (sesija BBC 1 Radia)          | 10:29        |              |              |              |              |              |              |              |
| 12.          | »Curse of the Pharaohs« (demo verzija)       | 4:26         |              |              |              |              |              |              |              |
| 13.          | »Black Funeral« (demo verzija)               | 2:54         |              |              |              |              |              |              |              |
| 70:23        |                                              |              |              |              |              |              |              |              |              |

| Bonus pjesme iz DVD snimljen 1983. u Eindhovenu | Bonus pjesme iz DVD snimljen 1983. u Eindhovenu | Bonus pjesme iz DVD snimljen 1983. u Eindhovenu | Bonus pjesme iz DVD snimljen 1983. u Eindhovenu | Bonus pjesme iz DVD snimljen 1983. u Eindhovenu | Bonus pjesme iz DVD snimljen 1983. u Eindhovenu | Bonus pjesme iz DVD snimljen 1983. u Eindhovenu | Bonus pjesme iz DVD snimljen 1983. u Eindhovenu | Bonus pjesme iz DVD snimljen 1983. u Eindhovenu | Bonus pjesme iz DVD snimljen 1983. u Eindhovenu |
| Br.                                             | Skladba                                         | Trajanje                                        |                                                 |                                                 |                                                 |                                                 |                                                 |                                                 |                                                 |
| ----------------------------------------------- | ----------------------------------------------- | ----------------------------------------------- | ----------------------------------------------- | ----------------------------------------------- | ----------------------------------------------- | ----------------------------------------------- | ----------------------------------------------- | ----------------------------------------------- | ----------------------------------------------- |
| 1.                                              | »Doomed by the Living Dead«                     | 5:13                                            |                                                 |                                                 |                                                 |                                                 |                                                 |                                                 |                                                 |
| 2.                                              | »Black Funeral«                                 | 4:32                                            |                                                 |                                                 |                                                 |                                                 |                                                 |                                                 |                                                 |
| 3.                                              | »Curse of the Pharaohs«                         | 3:06                                            |                                                 |                                                 |                                                 |                                                 |                                                 |                                                 |                                                 |
| 12:51                                           |                                                 |                                                 |                                                 |                                                 |                                                 |                                                 |                                                 |                                                 |                                                 |

## Zasluge
| Mercyful Fate - Hank Shermann – gitara - Timi Grabber – bas-gitara - Kim Ruzz – bubnjevi - King Diamond – vokal - Michael Denner – gitara | Ostalo osoblje - Chris Gehringer – mastering - Thomas Grøndahl – fotografije - Henrik Lund – produkcija, miks - Jacob J. Jørgensen – inženjer zvuka - Thomas Holm – grafički dizajn |